# Football Club Seoul
FC Seoul é um clube da Primeira Divisão, conhecida como K-League, do Futebol sul-coreano.

## História
O clube foi fundado oficialmente como Lucky-Goldstar Football Club, em 1983, pelo grupo Lucky Goldstar. O FC Seoul ganhou seis títulos da K League, duas FA Cup Koreana , duas Copa da Liga Coreana e uma Super Copa. O FC Seoul é um dos clubes mais bem-sucedidos e populares da K League, com apoio financeiro do Grupo GS. Em 2012, o FC Seoul foi avaliado como a marca de futebol mais valiosa da K League.

## Títulos

### Nacionais
- K-League: 6 (1985, 1990, 2000, 2010, 2012, 2016)
- FA Cup: 2 (1998 e 2015)
- Super Copa Coréia: 2001
- Copa da Liga: 2 (2006 e 2010)